# Копли (залив)
Залив Ко́пли (эст. Kopli laht) — залив в уезде Харьюмаа, Эстония. Один из водоёмов Таллинского залива. На берегу залива находятся таллинские районы Пыхья-Таллинн и Хааберсти.
Расположен между полуостровами Копли и Какумяэ. Площадь залива около 13 км², средняя ширина — 2,5 км, наибольшая глубина — 23 метра. Размер водного зеркала — 1681 га.
В залив впадает ручей Мустйыги (Мустоя).
Донные отложения в районе наибольших глубин преимущественно каменистые, на линии берега — песок, местами обнажается глина. На юго-западном и западном берегу залива есть кембрийские скалы из песчаника и множество валунов в прибрежных водах.
На северо-восточном побережье залива расположены промышленные и портовые зоны (порт предприятия BLRT Grupp, порты Русско-Балтийский, пограничный, Беккери и Меэрузе), на восточном побережье — песчаный пляж Пельгуранд (в народе — Штромка), на юго-западном — микрорайон Рокка-аль-Маре и на западном — небольшая гавань для яхт Какумяэ.

## Галерея

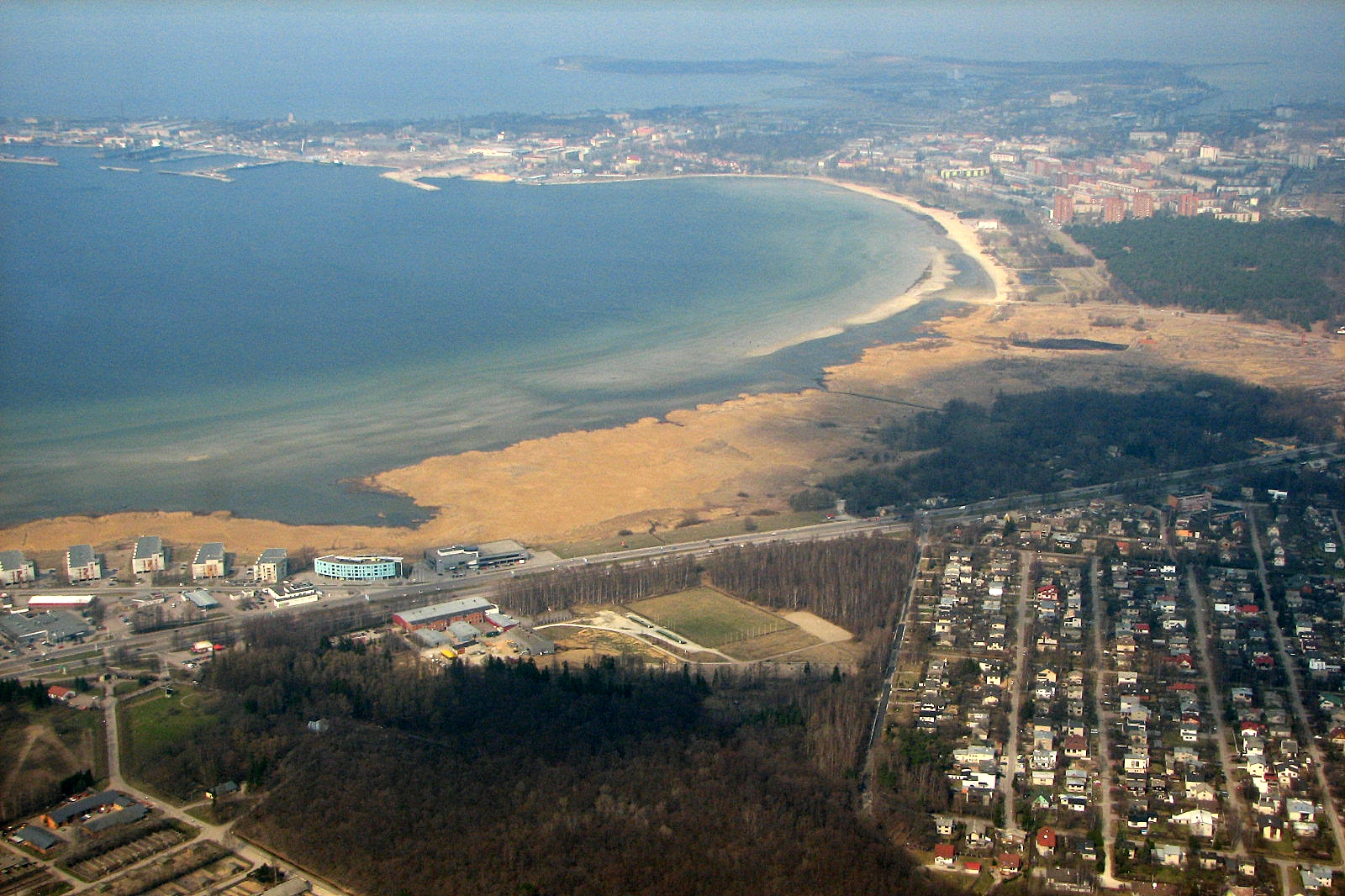
Аэрофото залива Копли
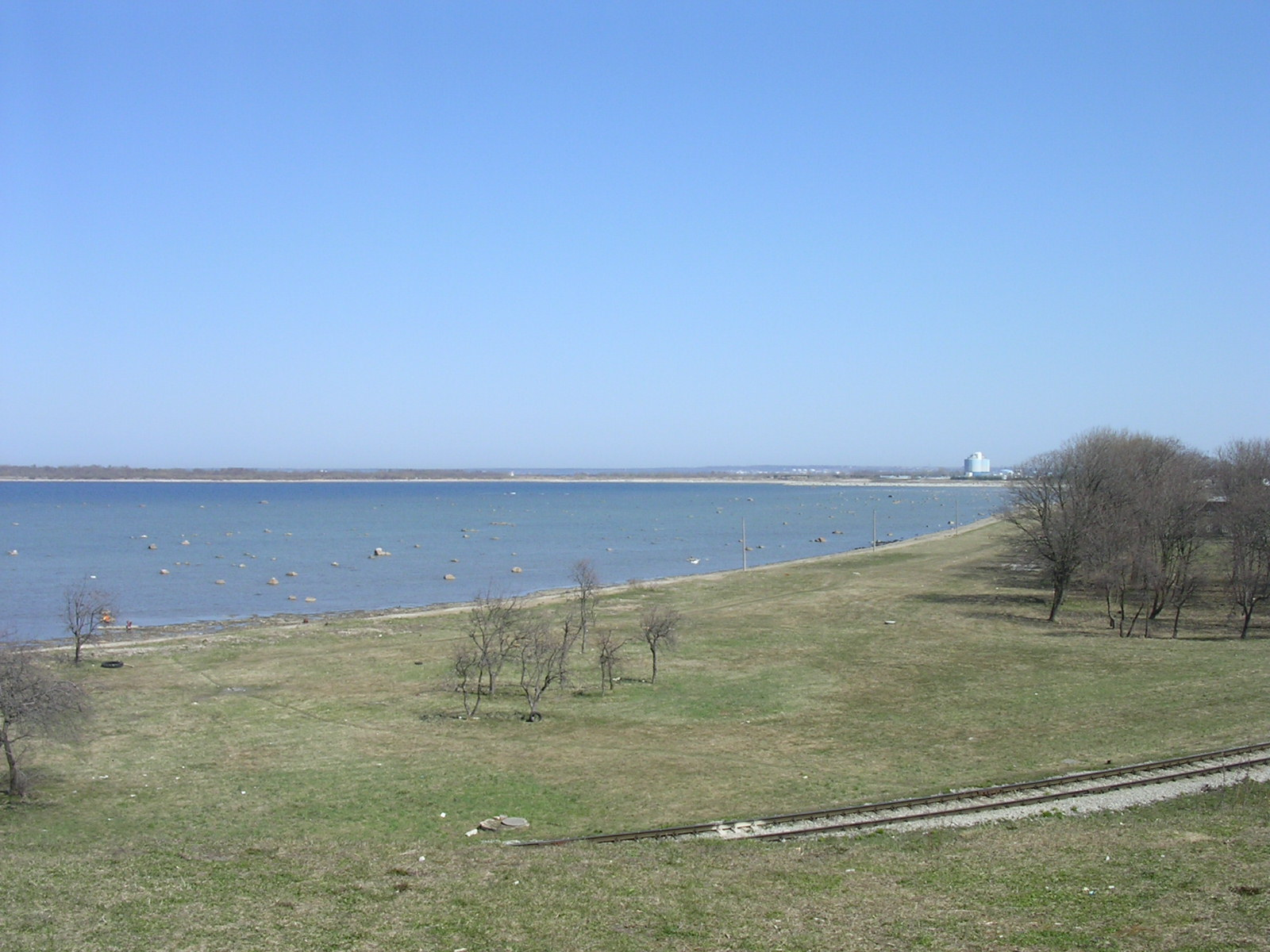
Залив Копли
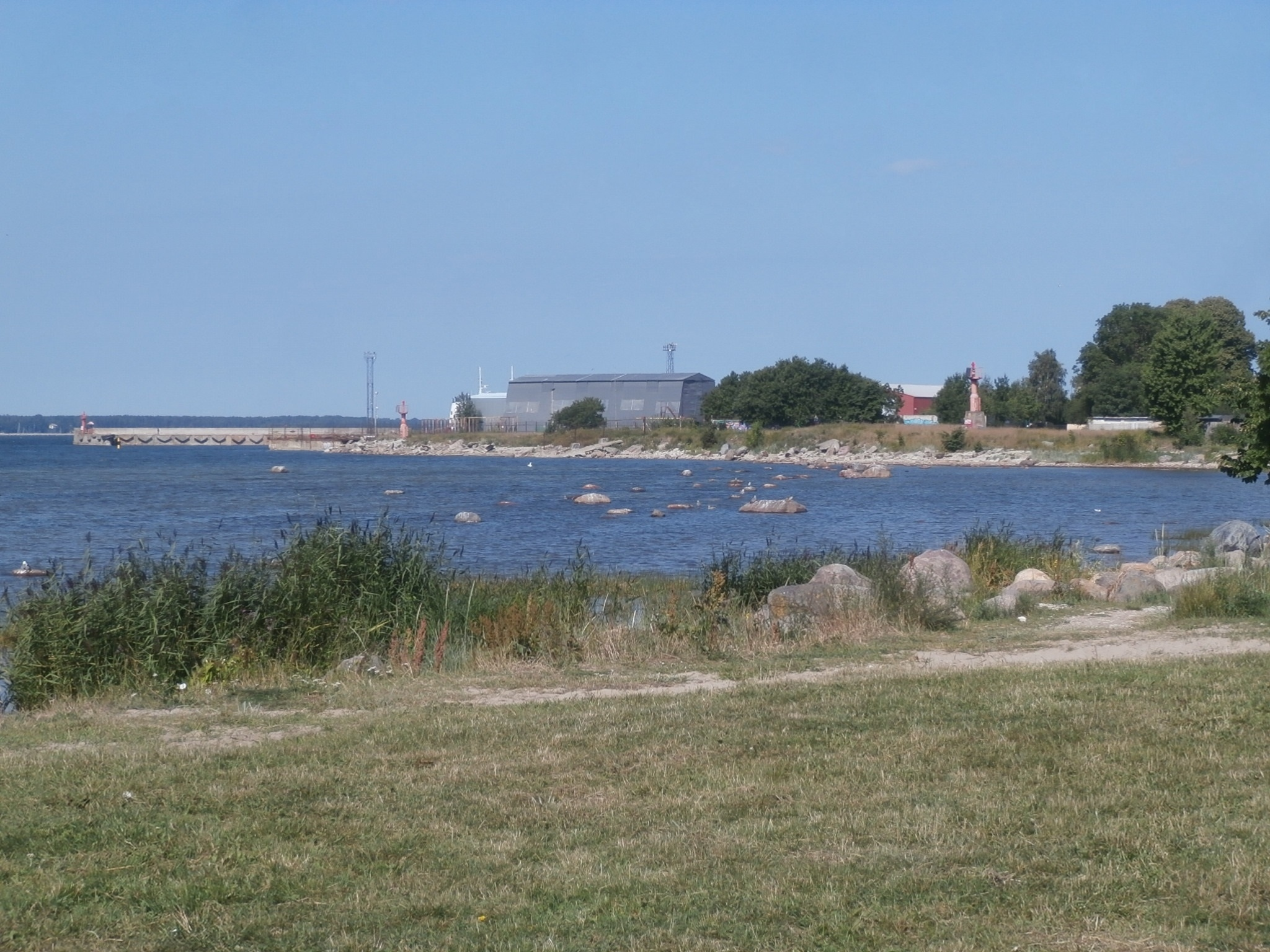
Порт Меэрузе
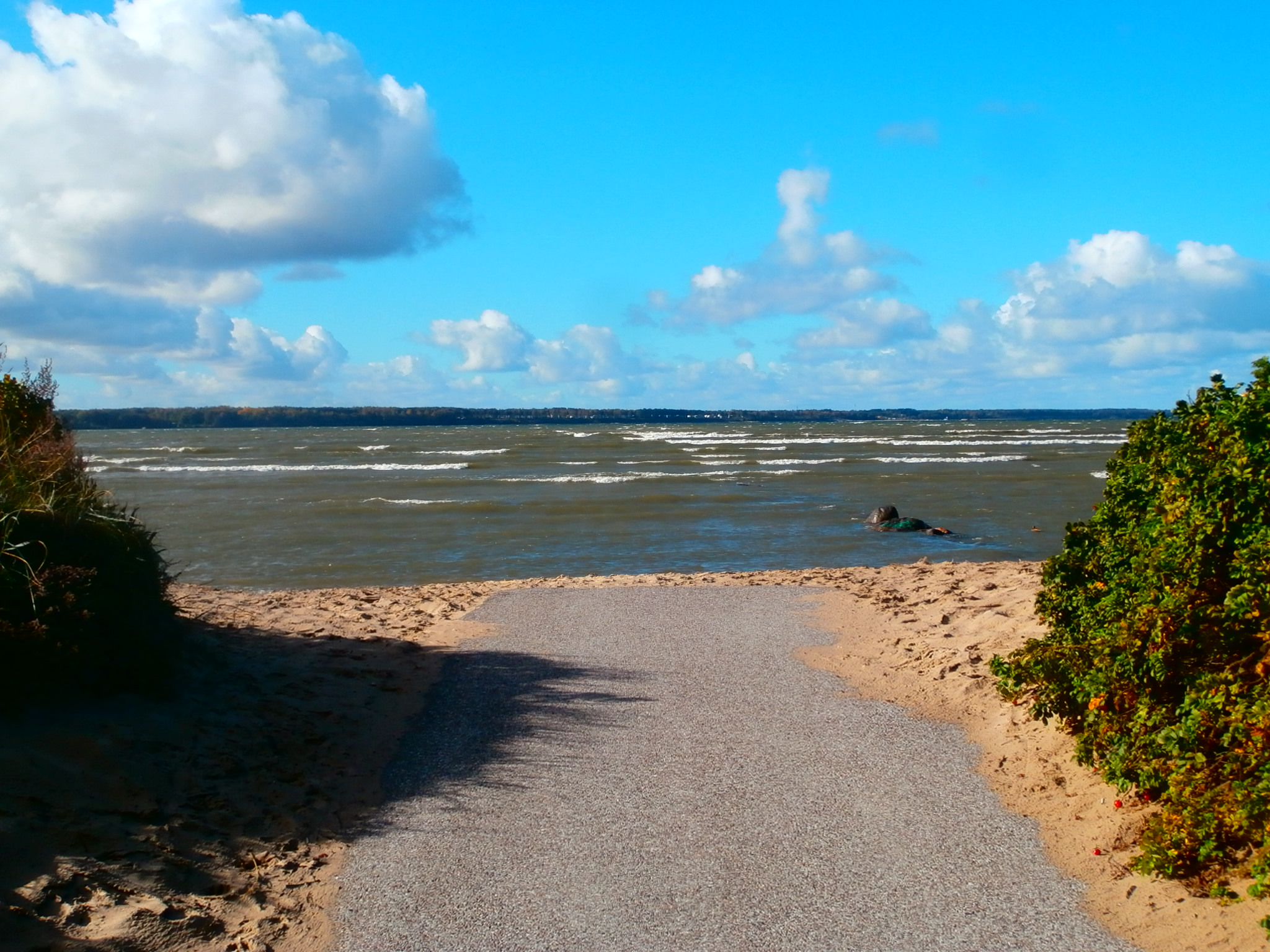
Пляж Пельгуранд
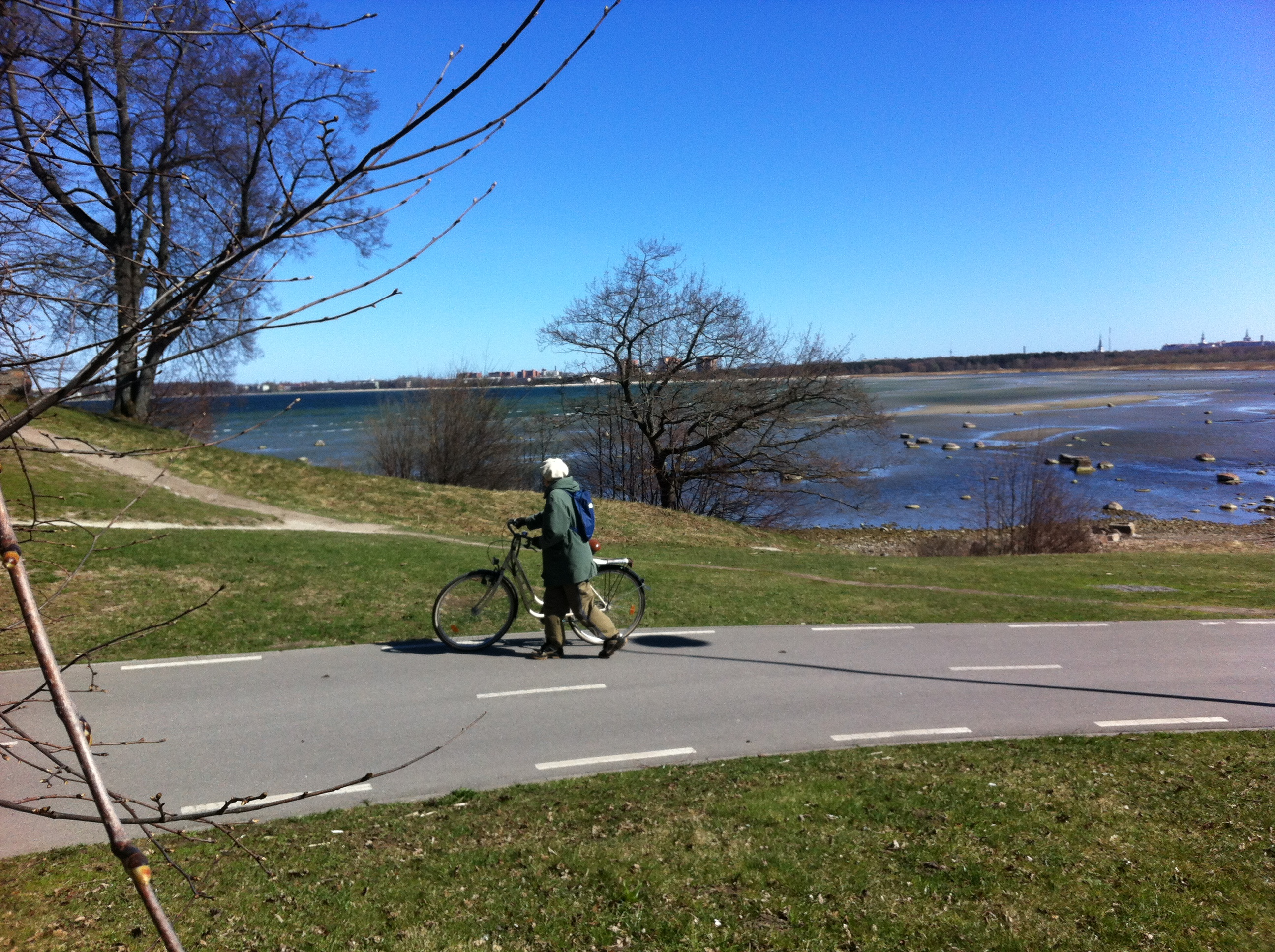
Залив Копли в Рокка-аль-Маре
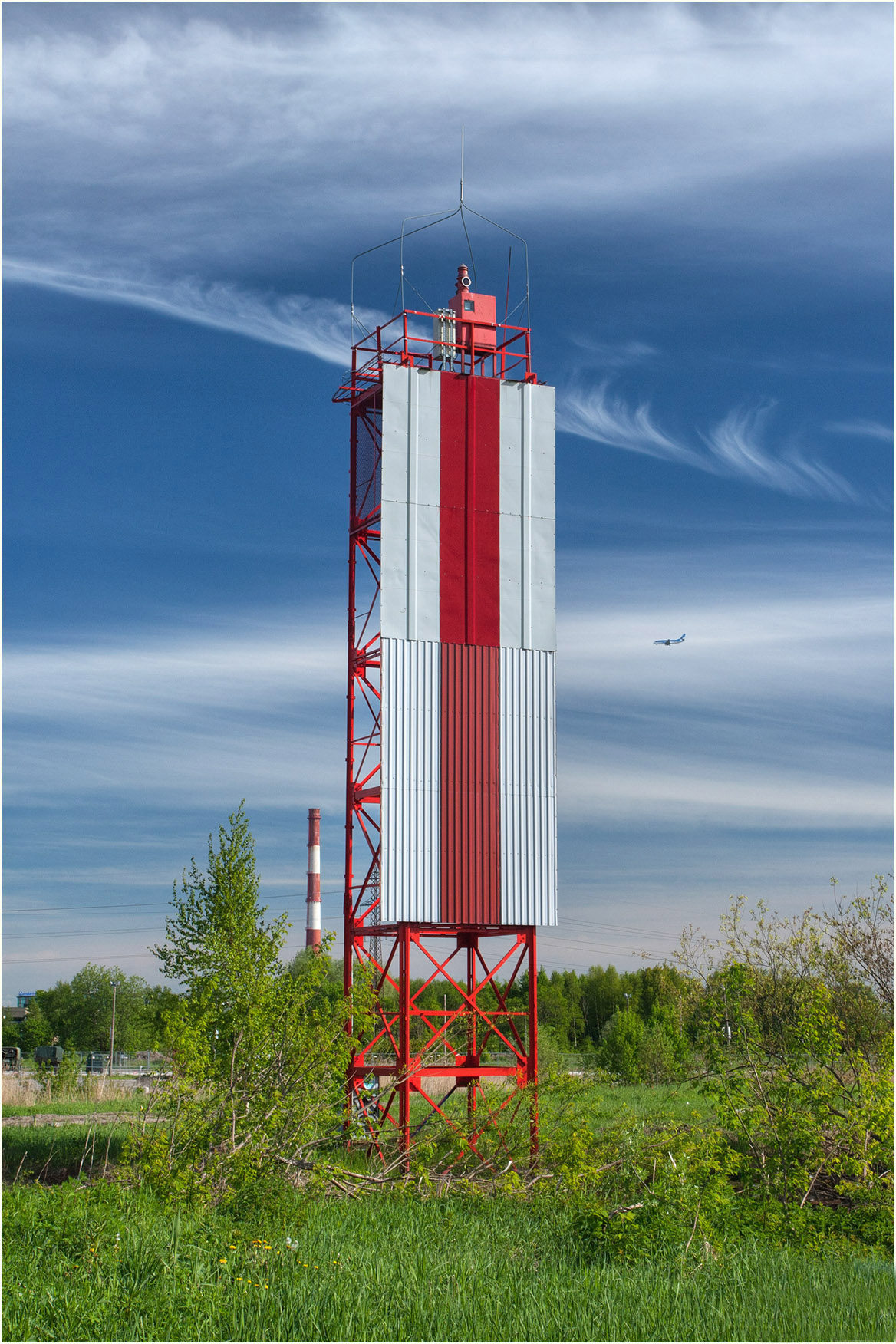
Верхний маяк залива Копли
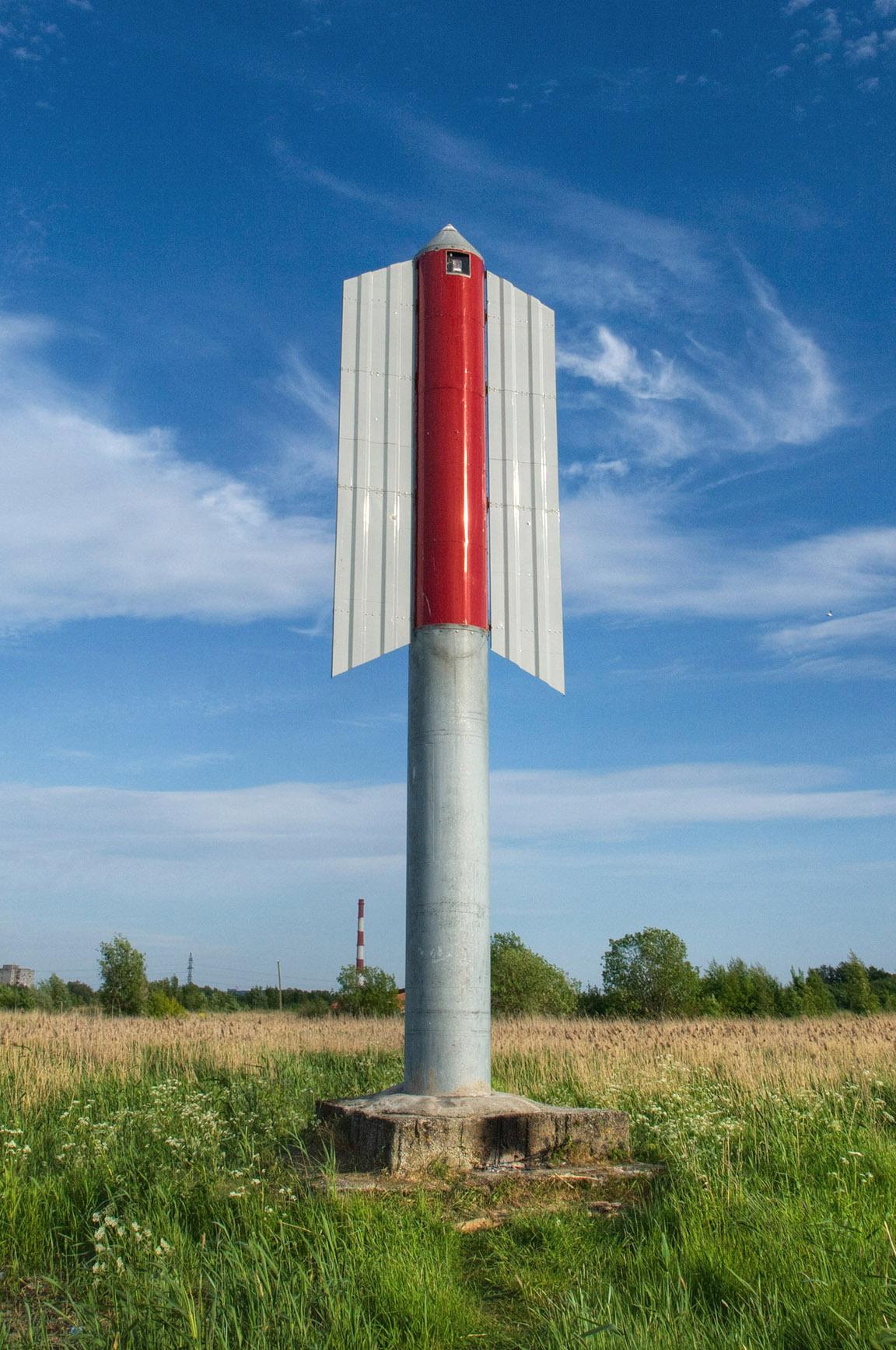
Нижний маяк залива Копли